# Glycyphana lombokiana
Glycyphana lombokiana är en skalbaggsart som beskrevs av Conrad L. Schoch 1897. Glycyphana lombokiana ingår i släktet Glycyphana och familjen Cetoniidae. Utöver nominatformen finns också underarten G. l. adonarana.